# Fútbol masculino en los Juegos Asiáticos de 2002
El torneo de fútbol masculino en los Juegos Asiáticos de 2002 se celebró en Corea del Sur, del 27 de septiembre al 13 de octubre de 2002.

## Equipos participantes
En cursiva, los debutantes en fútbol masculino en los Juegos Asiáticos.
| Equipos participantes  | Equipos participantes | Equipos participantes | Equipos participantes |
| ---------------------- | --------------------- | --------------------- | --------------------- |
| Bangladés              | Hong Kong             | Líbano                | Tailandia             |
| Baréin                 | India                 | Malasia               | Tayikistán            |
| Catar                  | Irán                  | Maldivas              | Turkmenistán          |
| China                  | Japón                 | Mongolia              | Uzbekistán            |
| Corea del Sur          | Jordania              | Omán                  | Vietnam               |
| Emiratos Árabes Unidos | Kuwait                | Pakistán              | Yemen                 |

Los equipos fueron sorteados según su clasificación final en los Juegos Asiáticos de 1998.
| Grupo A       | Grupo B                | Grupo C      | Grupo D    |
| ------------- | ---------------------- | ------------ | ---------- |
| Corea del Sur | Emiratos Árabes Unidos | China        | Japón      |
| Malasia       | Vietnam                | India        | Uzbekistán |
| Maldivas      | Yemen                  | Bangladés    | Baréin     |
| Omán          | Tailandia              | Turkmenistán | Jordania*  |
|               | Grupo E                | Grupo F      |            |
|               | Irán                   | Kuwait       |            |
|               | Catar                  | Tayikistán*  |            |
|               | Líbano                 | Hong Kong    |            |
|               | Mongolia*              | Pakistán     |            |

* Mongolia y Jordania se retiraron de la competencia y fueron reemplazados por Afganistán y Palestina, quien realizó su debut en el certamen. Tayikistán fue suspendido por la FIFA y su lugar fue ocupado por Corea del Norte.

## Resultados

### Primera fase

#### Grupo A
| Pos. | Equipo        | Pts. | PJ | G | E | P | GF | GC | Dif. |  |
| ---- | ------------- | ---- | -- | - | - | - | -- | -- | ---- |  |
| 1    | Corea del Sur | 9    | 3  | 3 | 0 | 0 | 13 | 2  | +11  |  |
| 2    | Omán          | 6    | 3  | 2 | 0 | 1 | 8  | 5  | +3   |  |
| 3    | Malasia       | 3    | 3  | 1 | 0 | 2 | 3  | 6  | −3   |  |
| 4    | Maldivas      | 0    | 3  | 0 | 0 | 3 | 1  | 12 | −11  |  |

 Fuente: RSSSF
| 27 de septiembre de 2002, 19:03 | Corea del Sur                                                                   | 4:0 (2:0) | Maldivas | Estadio Gudeok, Busan |  |
|                                 | Choi Tae-uk 6' · Park Dong-hyuk 45' · Lee Dong-gook 60' · S. Mohamed 89' (a.g.) | Reporte   |          |                       |  |

| 27 de septiembre de 2002, 19:03 | Omán          | 1:0 (0:0) | Malasia | Estadio Masan, Changwon |  |
|                                 | Al-Siyabi 63' | Reporte   |         |                         |  |

| 30 de septiembre de 2002, 19:03 | Maldivas   | 1:3 (0:2) | Malasia              | Estadio Gudeok, Busan |  |
|                                 | Fazeel 79' | Reporte   | Jamlus 30', 32', 46' |                       |  |

| 30 de septiembre de 2002, 19:03 | Omán                    | 2:5 (0:1) | Corea del Sur                                                                   | Estadio Yangsan, Yangsan |  |
|                                 | Saleh 50' · Shaaban 76' | Reporte   | Cho Sung-hwan 24' · Kim Do-heon 49' · Lee Dong-gook 60' · Lee Chun-soo 65', 85' |                          |  |

| 3 de octubre de 2002, 19:03 | Malasia | 0:4 (0:3) | Corea del Sur                                               | Estadio Masan, Changwon |  |
|                             |         | Reporte   | Kim Eun-jung 20', 72' · Choi Tae-uk 36' · Lee Dong-gook 45' |                         |  |

| 3 de octubre de 2002, 19:03 | Maldivas | 0:5 (0:2) | Omán                                                | Estadio de Fútbol Munsu, Ulsan |  |
|                             |          | Reporte   | Ashoor 37' · Bashir 39' · Saleh 76', 88' · Ayil 79' |                                |  |

#### Grupo B
| Pos. | Equipo                 | Pts. | PJ | G | E | P | GF | GC | Dif. |  |
| ---- | ---------------------- | ---- | -- | - | - | - | -- | -- | ---- |  |
| 1    | Tailandia              | 9    | 3  | 3 | 0 | 0 | 9  | 1  | +8   |  |
| 2    | Emiratos Árabes Unidos | 4    | 3  | 1 | 1 | 1 | 3  | 4  | −1   |  |
| 3    | Yemen                  | 3    | 3  | 1 | 0 | 2 | 3  | 5  | −2   |  |
| 4    | Vietnam                | 1    | 3  | 0 | 1 | 2 | 0  | 5  | −5   |  |

 Fuente: RSSSF
| 27 de septiembre de 2002, 16:33 | Emiratos Árabes Unidos | 0:0     | Vietnam | Estadio de Fútbol Munsu, Ulsan |  |
|                                 |                        | Reporte |         |                                |  |

| 27 de septiembre de 2002, 16:33 | Yemen | 0:3 (0:1) | Tailandia                                    | Estadio Masan, Changwon |  |
|                                 |       | Reporte   | Senamuang 41' · Vachiraban 58' · Noywech 66' |                         |  |

| 30 de septiembre de 2002, 16:33 | Vietnam | 0:3 (0:1) | Tailandia                                      | Estadio Masan, Changwon |  |
|                                 |         | Reporte   | Vachiraban 30' · Singthong 62' · Senamuang 84' |                         |  |

| 30 de septiembre de 2002, 16:33 | Yemen         | 1:2 (0:2) | Emiratos Árabes Unidos | Estadio Gudeok, Busan |  |
|                                 | Al-Salimi 58' | Reporte   | Khater 7' · Saad 33'   |                       |  |

| 3 de octubre de 2002, 16:33 | Tailandia                                    | 3:1 (2:1) | Emiratos Árabes Unidos | Estadio Gudeok, Busan |  |
|                             | Noywech 30' · Senamuang 36' · Vachiraban 68' | Reporte   | Hassan 43'             |                       |  |

| 3 de octubre de 2002, 16:33 | Vietnam | 0:2 (0:2) | Yemen                           | Estadio Masan, Changwon |  |
|                             |         | Reporte   | Al-Shehri 44' · Al-Salimi 45+1' |                         |  |

#### Grupo C
| Pos. | Equipo       | Pts. | PJ | G | E | P | GF | GC | Dif. |  |
| ---- | ------------ | ---- | -- | - | - | - | -- | -- | ---- |  |
| 1    | China        | 9    | 3  | 3 | 0 | 0 | 9  | 0  | +9   |  |
| 2    | India        | 6    | 3  | 2 | 0 | 1 | 6  | 3  | +3   |  |
| 3    | Turkmenistán | 3    | 3  | 1 | 0 | 2 | 4  | 8  | −4   |  |
| 4    | Bangladés    | 0    | 3  | 0 | 0 | 3 | 1  | 9  | −8   |  |

 Fuente: RSSSF
| 27 de septiembre de 2002, 16:33 | Turkmenistán | 0:4 (0:2) | China                                                        | Estadio Gudeok, Busan |  |
|                                 |              | Reporte   | Xu Liang 14' · Yan Song 38' · Wang Sheng 58' · Sun Xiang 81' |                       |  |

| 27 de septiembre de 2002, 19:03 | India                          | 3:0 (0:0) | Bangladés | Estadio de Fútbol Munsu, Ulsan |  |
|                                 | Bhutia 46', 65' · R. Singh 66' | Reporte   |           |                                |  |

| 30 de septiembre de 2002, 16:33 | Turkmenistán    | 1:3 (1:0) | India                       | Estadio Yangsan, Yangsan |  |
|                                 | W. Baýramow 22' | Reporte   | Bhutia 53', 74' · Yadav 56' |                          |  |

| 30 de septiembre de 2002, 19:03 | Bangladés | 0:3 (0:2) | China                                       | Estadio Masan, Changwon |  |
|                                 |           | Reporte   | Wang Xinxin 35' · Yu Tao 45' · Gao Ming 87' |                         |  |

| 3 de octubre de 2002, 19:03 | China             | 2:0 (2:0) | India | Estadio Yangsan, Yangsan |  |
|                             | Yu Tao 16', 45+1' | Reporte   |       |                          |  |

| 3 de octubre de 2002, 19:03 | Bangladés | 1:3 (1:3) | Turkmenistán                  | Estadio Gudeok, Busan |  |
|                             | Sujan 35' | Reporte   | Urazow 21', 42' · Nazarow 38' |                       |  |

#### Grupo D
| Pos. | Equipo     | Pts. | PJ | G | E | P | GF | GC | Dif. |  |
| ---- | ---------- | ---- | -- | - | - | - | -- | -- | ---- |  |
| 1    | Japón      | 9    | 3  | 3 | 0 | 0 | 8  | 2  | +6   |  |
| 2    | Baréin     | 6    | 3  | 2 | 0 | 1 | 10 | 5  | +5   |  |
| 3    | Uzbekistán | 3    | 3  | 1 | 0 | 2 | 2  | 4  | −2   |  |
| 4    | Palestina  | 0    | 3  | 0 | 0 | 3 | 0  | 9  | −9   |  |

 Fuente: RSSSF
| 28 de septiembre de 2002, 16:33 | Palestina | 0:2 (0:0) | Japón                      | Estadio Yangsan, Yangsan |  |
|                                 |           | Reporte   | T. Tanaka 68' · Nemoto 81' |                          |  |

| 28 de septiembre de 2002, 16:33 | Uzbekistán | 0:3 (0:2) | Baréin                             | Estadio de Changwon, Changwon |  |
|                                 |            | Reporte   | Jalal 14' · H. Ali 34' · Taleb 54' |                               |  |

| 1 de octubre de 2002, 16:33 | Uzbekistán                    | 2:0 (2:0) | Palestina | Estadio Yangsan, Yangsan |  |
|                             | Bayramov 31' · Haydarov 45+1' | Reporte   |           |                          |  |

| 1 de octubre de 2002, 19:03 | Japón                                                      | 5:2 (4:0) | Baréin                     | Estadio de Fútbol Munsu, Ulsan |  |
|                             | Ōkubo 16', 40' · Nakayama 19' · Matsui 26' · T. Tanaka 89' | Reporte   | R. Al-Dosari 50' · Isa 53' |                                |  |

| 5 de octubre de 2002, 19:03 | Baréin                                                    | 5:0 (4:0) | Palestina | Estadio de Changwon, Changwon |  |
|                             | H. Ali 5' · Taleb 9', 58' · Husain 15' · R. Al-Dosari 37' | Reporte   |           |                               |  |

| 5 de octubre de 2002, 19:03 | Japón               | 1:0 (1:0) | Uzbekistán | Estadio Masan, Changwon |  |
|                             | Nakayama 39' (pen.) | Reporte   |            |                         |  |

#### Grupo E
| Pos. | Equipo     | Pts. | PJ | G | E | P | GF | GC | Dif. |  |
| ---- | ---------- | ---- | -- | - | - | - | -- | -- | ---- |  |
| 1    | Irán       | 7    | 3  | 2 | 1 | 0 | 13 | 1  | +12  |  |
| 2    | Catar      | 5    | 3  | 1 | 2 | 0 | 13 | 2  | +11  |  |
| 3    | Líbano     | 4    | 3  | 1 | 1 | 1 | 12 | 3  | +9   |  |
| 4    | Afganistán | 0    | 3  | 0 | 0 | 3 | 0  | 32 | −32  |  |

 Fuente: RSSSF
| 28 de septiembre de 2002, 16:33 | Afganistán | 0:10 (0:3) | Irán                                                                                  | Estadio Gudeok, Busan |  |
|                                 |            | Reporte    | Vahedi 12', 33', 52', 53', 85' · Nekounam 37', 66' · Golmohammadi 61' · Daei 88', 90' |                       |  |

| 28 de septiembre de 2002, 19:03 | Catar      | 1:1 (1:0) | Líbano       | Estadio Yangsan, Yangsan |  |
|                                 | Gholam 26' | Reporte   | Al-Jamal 87' |                          |  |

| 1 de octubre de 2002, 16:33 | Irán                           | 2:0 (0:0) | Líbano | Estadio de Changwon, Changwon |  |
|                             | Daei 55' (pen.) · Kazemian 62' | Reporte   |        |                               |  |

| 1 de octubre de 2002, 16:33 | Catar | 11:0 (5:0) | Afganistán | Estadio de Fútbol Munsu, Ulsan |  |
|                             | Bechir 26', 28', 43', 69' · Gholam 31' · Abdulrahman 34', 75' · Al-Khater 51' · Sag. Al-Shammari 65' · Hamzah 74' · Rizik 77' | Reporte    |            |                                |  |

| 5 de octubre de 2002, 16:33 | Líbano                                                                                           | 11:0 (5:0) | Afganistán | Estadio de Changwon, Changwon |  |
|                             | Kassas 8', 16', 80' · Al-Jamal 33', 45' · Hijazi 35' · Ghosn 53', 61', 90' · Atwi 74' · Zein 87' | Reporte    |            |                               |  |

| 5 de octubre de 2002, 16:33 | Irán       | 1:1 (1:1) | Catar         | Estadio Masan, Changwon |  |
|                             | Badavi 34' | Reporte   | Al-Ghanim 32' |                         |  |

#### Grupo F
| Pos. | Equipo          | Pts. | PJ | G | E | P | GF | GC | Dif. |  |
| ---- | --------------- | ---- | -- | - | - | - | -- | -- | ---- |  |
| 1    | Kuwait          | 9    | 3  | 3 | 0 | 0 | 9  | 0  | +9   |  |
| 2    | Corea del Norte | 6    | 3  | 2 | 0 | 1 | 7  | 3  | +4   |  |
| 3    | Hong Kong       | 3    | 3  | 1 | 0 | 2 | 4  | 3  | +1   |  |
| 4    | Pakistán        | 0    | 3  | 0 | 0 | 3 | 0  | 14 | −14  |  |

 Fuente: RSSSF
| 28 de septiembre de 2002, 19:03 | Hong Kong          | 1:2 (0:0) | Corea del Norte                      | Estadio de Changwon, Changwon |  |
|                                 | Poon Yiu Cheuk 66' | Reporte   | Han Song-chol 59' · Hong Yong-jo 82' |                               |  |

| 28 de septiembre de 2002, 19:03 | Kuwait                                                              | 6:0 (3:0) | Pakistán | Estadio Gudeok, Busan |  |
|                                 | Abdullah 2', 54', 76' · Abdulqoddus 26' · Nahar 42' · Al-Tayyar 65' | Reporte   |          |                       |  |

| 1 de octubre de 2002, 19:03 | Kuwait  | 1:0 (1:0) | Hong Kong | Estadio de Changwon, Changwon |  |
|                             | Ali 12' | Reporte   |           |                               |  |

| 1 de octubre de 2002, 19:03 | Corea del Norte                                          | 5:0 (1:0) | Pakistán | Estadio Yangsan, Yangsan |  |
|                             | Jon Chol 12', 73' · Rim Kun-u 69' · Kim Yong-su 72', 86' | Reporte   |          |                          |  |

| 5 de octubre de 2002, 19:03 | Pakistán | 0:3 (0:0) | Hong Kong                                              | Estadio Yangsan, Yangsan |  |
|                             |          | Reporte   | Chan Yiu Lun 49' · Lo Chi Kwan 78' · Law Chun Bong 90' |                          |  |

| 5 de octubre de 2002, 19:03 | Corea del Norte | 0:2 (0:2) | Kuwait                        | Estadio de Fútbol Munsu, Ulsan |  |
|                             |                 | Reporte   | Al-Salamah 25' · Abdullah 26' |                                |  |

#### Mejores segundos
| Pos. | Equipo                 | Pts. | PJ | G | E | P | GF | GC | Dif. |  |
| ---- | ---------------------- | ---- | -- | - | - | - | -- | -- | ---- |  |
| 1    | Baréin                 | 6    | 3  | 2 | 0 | 1 | 10 | 5  | +5   |  |
| 2    | Corea del Norte        | 6    | 3  | 2 | 0 | 1 | 7  | 3  | +4   |  |
| 3    | Omán                   | 6    | 3  | 2 | 0 | 1 | 8  | 5  | +3   |  |
| 4    | India                  | 6    | 3  | 2 | 0 | 1 | 6  | 3  | +3   |  |
| 5    | Catar                  | 5    | 3  | 1 | 2 | 0 | 13 | 2  | +11  |  |
| 6    | Emiratos Árabes Unidos | 4    | 3  | 1 | 1 | 1 | 3  | 4  | −1   |  |

 Fuente: RSSSF

### Fase final

#### Cuadro de desarrollo
|  | Cuartos de final          | Cuartos de final           |                             |       | Semifinales                      | Semifinales                      |  |  | Partido por la medalla de oro | Partido por la medalla de oro |
|  |                           |                            |                             |       |                                  |                                  |  |  |                               |                               |
|  | 8 de octubre – Changwon   |                            |                             |       |                                  |                                  |  |  |                               |                               |
|  |                           |                            |                             |       |                                  |                                  |  |  |                               |                               |
|  | China                     | 0                          |                             |       |                                  |                                  |  |  |                               |                               |
|  | China                     | 0                          | 10 de octubre – Ulsan       |       |                                  |                                  |  |  |                               |                               |
|  | Japón                     | 1                          |                             |       |                                  |                                  |  |  |                               |                               |
|  | Japón                     | 1                          | Japón                       | 3     |                                  |                                  |  |  |                               |                               |
|  | 8 de octubre – Busan (BG) |                            | Japón                       | 3     |                                  |                                  |  |  |                               |                               |
|  |                           | Tailandia                  | 0                           |       |                                  |                                  |  |  |                               |                               |
|  | Tailandia                 | Tailandia                  | 0                           | 1     |                                  |                                  |  |  |                               |                               |
|  | Tailandia                 |                            | 13 de octubre – Busan (BAM) | 1     |                                  |                                  |  |  |                               |                               |
|  | Corea del Norte           | 0                          |                             |       |                                  |                                  |  |  |                               |                               |
|  | Corea del Norte           | 0                          | Japón                       | 1     |                                  |                                  |  |  |                               |                               |
|  | 8 de octubre – Yangsan    |                            | Japón                       | 1     |                                  |                                  |  |  |                               |                               |
|  |                           | Irán                       | 2                           |       |                                  |                                  |  |  |                               |                               |
|  | Irán                      | Irán                       | 2                           | 1     |                                  |                                  |  |  |                               |                               |
|  | Irán                      | 10 de octubre – Busan (BG) |                             | 1     |                                  |                                  |  |  |                               |                               |
|  | Kuwait                    | 0                          |                             |       |                                  |                                  |  |  |                               |                               |
|  | Kuwait                    | 0                          | Irán (p)                    | 0 (5) |                                  |                                  |  |  |                               |                               |
|  | 8 de octubre – Ulsan      |                            | Irán (p)                    | 0 (5) |                                  |                                  |  |  |                               |                               |
|  |                           | Corea del Sur              | 0 (3)                       |       | Partido por la medalla de bronce | Partido por la medalla de bronce |  |  |                               |                               |
|  | Corea del Sur             | Corea del Sur              | 0 (3)                       | 1     | Partido por la medalla de bronce | Partido por la medalla de bronce |  |  |                               |                               |
|  | Corea del Sur             |                            | 13 de octubre – Ulsan       | 1     |                                  |                                  |  |  |                               |                               |
|  | Baréin                    | 0                          |                             |       |                                  |                                  |  |  |                               |                               |
|  | Baréin                    | 0                          | Tailandia                   | 0     |                                  |                                  |  |  |                               |                               |
|  |                           |                            |                             |       |                                  |                                  |  |  |                               |                               |
|  | Corea del Sur             | 3                          |                             |       |                                  |                                  |  |  |                               |                               |
|  | Corea del Sur             | 3                          |                             |       |                                  |                                  |  |  |                               |                               |

#### Cuartos de final
| 8 de octubre de 2002, 19:03 | China | 0:1 (0:0) | Japón        | Estadio Masan, Changwon |  |
|                             |       | Reporte   | Nakayama 60' |                         |  |

| 8 de octubre de 2002, 19:03 | Irán       | 1:0 (0:0) | Kuwait | Estadio Yangsan, Yangsan |  |
|                             | Mobali 71' | Reporte   |        |                          |  |

| 8 de octubre de 2002, 19:03 | Corea del Sur            | 1:0 (1:0) | Baréin | Estadio de Fútbol Munsu, Ulsan |  |
|                             | Lee Dong-gook 38' (pen.) | Reporte   |        |                                |  |

| 8 de octubre de 2002, 19:03 | Tailandia   | 1:0 (0:0) | Corea del Norte | Estadio Gudeok, Busan |  |
|                             | Noywech 52' | Reporte   |                 |                       |  |

#### Semifinales
| 10 de octubre de 2002, 18:33 | Japón                                 | 3:0 (1:0) | Tailandia | Estadio de Fútbol Munsu, Ulsan |  |
|                              | Ikeda 23' · Suzuki 47' · Nakayama 84' | Reporte   |           |                                |  |

| 10 de octubre de 2002, 20:03 | Irán                                               | 0:0 (t. s.)(5:3 p.)        | Corea del Sur                                              | Estadio Gudeok, Busan |  |
|                              |                                                    | Reporte                    |                                                            |                       |  |
|                              |                                                    | Tiros desde el punto penal |                                                            |                       |  |
|                              | Nekounam · Kaebi · Nosrati · Mobali · Golmohammadi |                            | Lee Dong-gook · Lee Young-pyo · Choi Tae-uk · Park Ji-sung |                       |  |

#### Partido por la medalla de bronce
| 13 de octubre de 2002, 16:03 | Tailandia | 0:3 (0:1) | Corea del Sur                                           | Estadio de Fútbol Munsu, Ulsan |  |
|                              |           | Reporte   | Park Dong-hyuk 15' · Lee Chun-soo 73' · Choi Tae-uk 74' |                                |  |

#### Partido por la medalla de oro
| 13 de octubre de 2002, 19:03 | Japón        | 1:2 (0:0) | Irán                         | Estadio Asiad Main, Busan |  |
|                              | Nakayama 88' | Reporte   | Kazemian 47' · Bayatinia 87' |                           |  |

|                                 |
| Bandera de Irán                 |
| Campeón invicto Irán 4.º título |

## Posiciones finales
| Pos               | Equipo                 | PJ | G | E | P | GF | GC | DG  | Pts |
| ----------------- | ---------------------- | -- | - | - | - | -- | -- | --- | --- |
| Medalla de oro    | Irán                   | 6  | 4 | 2 | 0 | 16 | 2  | +14 | 14  |
| Medalla de plata  | Japón                  | 6  | 5 | 0 | 1 | 13 | 4  | +9  | 15  |
| Medalla de bronce | Corea del Sur          | 6  | 5 | 1 | 0 | 17 | 2  | +15 | 16  |
| 4                 | Tailandia              | 6  | 4 | 0 | 2 | 10 | 7  | +3  | 12  |
| 5                 | China                  | 4  | 3 | 0 | 1 | 9  | 1  | +8  | 9   |
| 5                 | Kuwait                 | 4  | 3 | 0 | 1 | 9  | 1  | +8  | 9   |
| 7                 | Baréin                 | 4  | 2 | 0 | 2 | 10 | 6  | +4  | 6   |
| 8                 | Corea del Norte        | 4  | 2 | 0 | 2 | 7  | 4  | +3  | 6   |
| 9                 | Omán                   | 3  | 2 | 0 | 1 | 8  | 5  | +3  | 6   |
| 10                | India                  | 3  | 2 | 0 | 1 | 6  | 3  | +3  | 6   |
| 11                | Catar                  | 3  | 1 | 2 | 0 | 13 | 2  | +11 | 5   |
| 12                | Líbano                 | 3  | 1 | 1 | 1 | 12 | 3  | +9  | 4   |
| 13                | Emiratos Árabes Unidos | 3  | 1 | 1 | 1 | 3  | 4  | −1  | 4   |
| 14                | Hong Kong              | 3  | 1 | 0 | 2 | 4  | 3  | +1  | 3   |
| 15                | Yemen                  | 3  | 1 | 0 | 2 | 3  | 5  | −2  | 3   |
| 16                | Uzbekistán             | 3  | 1 | 0 | 2 | 2  | 4  | −2  | 3   |
| 17                | Malasia                | 3  | 1 | 0 | 2 | 3  | 6  | −3  | 3   |
| 18                | Turkmenistán           | 3  | 1 | 0 | 2 | 4  | 8  | −4  | 3   |
| 19                | Vietnam                | 3  | 0 | 1 | 2 | 0  | 5  | −5  | 1   |
| 20                | Bangladés              | 3  | 0 | 0 | 3 | 1  | 9  | −8  | 0   |
| 21                | Palestina              | 3  | 0 | 0 | 3 | 0  | 9  | −9  | 0   |
| 22                | Maldivas               | 3  | 0 | 0 | 3 | 1  | 12 | −11 | 0   |
| 23                | Pakistán               | 3  | 0 | 0 | 3 | 0  | 14 | −14 | 0   |
| 24                | Afganistán             | 3  | 0 | 0 | 3 | 0  | 32 | −32 | 0   |